# War (film, 2019)
Pour les articles homonymes, voir War.
Série YRF Spy Universe
Tiger Zinda Hai
(2017) Pathaan
(2023)
Pour plus de détails, voir Fiche technique et Distribution.
War est un film indien réalisé par Siddharth Anand, sorti en 2019.
C'est le troisième film de la franchise YRF Spy Universe produite par Yash Raj Films qui met en scène des espions indiens de l'agence RAW.

## Fiche technique
Sauf indication contraire, les informations mentionnées dans cette section peuvent être confirmées par la base de données cinématographiques IMDb,  présente dans la section « Liens externes ».
- Titre français : War
- Réalisation : Siddharth Anand
- Scénario : Siddharth Anand et Shridhar Raghavan
- Photographie : Benjamin Jasper
- Montage : Aarif Sheikh
- Musique : Ankit Balhara et Sanchit Balhara
- Pays d'origine : Inde
- Format : Couleurs - 2,35:1
- Genre : action, aventure, thriller
- Langue : hindi
- Date de sortie :
  - Inde : 2 octobre 2019

## Distribution
- Hrithik Roshan : major Kabir Dhaliwal
- Tiger Shroff : capitaine Khalid Rahmani
- Vaani Kapoor : Naina Verma
- Ashutosh Rana : colonel Sunil Luthra
- Anupriya Goenka : Aditi Nahta
- Yash Raaj Singh : Saurabh
- Dipannita Sharma : docteur Mallika Singhal